# Norbert Scherer
Pour les articles homonymes, voir Scherer.
Norbert Scherer, né à Allemagne le 19 mars 1943 et mort le 30 juillet 2020, est un chef décorateur et directeur artistique allemand.

## Filmographie partielle

### Au cinéma
- 1979 : Le Mariage de Maria Braun (Die Ehe der Maria Braun) de Rainer Werner Fassbinder (aussi acteur[2])
- 1979 : Neues vom Räuber Hotzenplotz
- 1980 : Warum die UFOs unseren Salat klauen
- 1983 : Die Spider Murphy Gang
- 1990 : Der achte Tag
- 1997 : The Island on Bird Street
- 1997 : Mayday - Flug in den Tod
- 1997 : Barracuda
- 2001 : Investigating Sex

### À la télévision
- 1981 : Auf Schusters Rappen (TV)
- 1981 : Die Knapp-Familie (feuilleton télévisé)
- 1987 : Verlierer (TV)
- 1988-2006 : Tatort (série télévisée, 9 épisodes)
- 1990 : Rudolfo (TV)
- 1990 : Un cas pour deux (Ein Fall für zwei) (série TV)
- 1991 : Ins Blaue (TV)
- 1992 : Sie und Er (TV)
- 1992 : Pour le meilleur et pour le pire (Terror Stalks the Class Reunion) (TV)
- 1993 : Schuld war nur der Bossa Nova (TV)
- 1993 -1995 : Kommissar Klefisch (série télévisée, 2 épisodes)
- 1994 : The Whipping Boy (TV)
- 1994 : Julie Lescaut (série télévisée, 1 épisode)
- 1994 : Die Wache (série TV)
- 1996 : Das tödliche Auge (TV)
- 1996 : Das Siegel des Todes (TV)
- 1997 : Davids Rache (TV)
- 1997 : Die Rättin (TV)
- 1998 : Die Mädchenfalle – Der Tod kommt online (TV)
- 1998 : Alptraum im Airport (TV)
- 1998 : Eine Sünde zuviel (TV)
- 2000 : Liebestod (TV)
- 2000 : Zwei vom Blitz getroffen (TV)
- 2001 : Todeslust (TV)
- 2001 : Kleiner Mann sucht großes Herz (TV)
- 2002 : Flitterwochen im Treppenhaus (TV)
- 2006 : Neger, Neger, Schornsteinfeger (TV)